# Spiradiclis caespitosa
Spiradiclis caespitosa är en måreväxtart som beskrevs av Carl Ludwig von Blume. Spiradiclis caespitosa ingår i släktet Spiradiclis och familjen måreväxter. Inga underarter finns listade i Catalogue of Life.